# Ташкентский государственный университет узбекского языка и литературы имени Алишера Навои
Ташкентский государственный университет узбекского языка и литературы имени Алишера Навои (узб. Alisher Navoiy nomidagi Toshkent davlat oʻzbek tili va adabiyoti universiteti / Алишер Навоий номидаги Тошкент давлат ўзбек тили ва адабиёти университети) — высшее учебное заведение Республики Узбекистан. Университет реализует государственную политику по повышению престижа узбекского языка в Узбекистане и за рубежом, популяризации узбекской литературы, фольклора, национальных ценностей, духовности, истории и культуры, философии узбекского народа, обеспечению достойного места Узбекистана в мировой цивилизации, а также готовит ведущих специалистов для достижения поставленных целей.

## История
Университет создан Указом Президента Республики Узбекистан от 13 мая 2016 года на базе Факультета узбекского языка и литературы Национального университета Узбекистана имени Мирзо Улугбека и Факультета узбекской филологии Ташкентского государственного педагогического университета им. Низами. ТашГУУЯЛ дорожит историей факультетов как источником особой гордости.
В 1918 году состоялось открытие Факультета литературы и философии Среднеазиатского государственного университета. На сегодняшний день функционируют несколько независимых университетов, основанных на базе этого факультета. В 1921 году создается Факультет восточных исследований Среднеазиатского государственного университета. Позже данный факультет отделился в самостоятельный институт .В 1935 году в Ташкентском государственном педагогическом институте открывается факультет узбекского языка и литературы. В 1942 году в Среднеазиатском государственном университете создается историко-филологический факультет, объединивший многих известных ученых и художников. В 1950-х годах в стенах Ташкентского государственного педагогического института создается историко-филологический факультет, считающийся старейшим и крупнейшим факультетом института. В 1956 году Среднеазиатский государственный университет переименовывается в Ташкентский государственный университет и создается филологический факультет (узбекский, русский, романо-германские языки и журналистика). В 1968 году в Ташкентском государственном педагогическом институте создается филологический факультет (узбекский, казахский, русский, татарский языки), ставший базовым учебным заведением для всех педагогов и филологов страны. В 1981 году в Ташкентском государственном университете создается единственный широкопрофильный факультет узбекской филологии. В дальнейшем на базе этого факультета было создано несколько самостоятельных факультетов. Наконец, в 1976 году создается факультет узбекского языка и литературы в Ташкентском государственном педагогическом институте. Этот факультет является крупнейшим в мире по подготовке учителей узбекского языка и литературы. В 1998 году Ташкентскому государственному педагогическому институту присваивается статус университета, а факультет узбекского языка и литературы претерпевает реорганизацию. В 2000 году Ташкентский государственный университет переименовывается в Национальный университет Узбекистана, где создается факультет узбекской филологии являющийся крупнейшим и древнейшим центром знаний. В 2016 году на базе Факультета узбекской филологии Национального университета Узбекистана и Факультета узбекского языка и литературы Ташкентского государственного педагогического университета имени Низами создается Ташкентский государственный университет узбекского языка и литературы имени Алишера Навои и добавляется ещё один факультет — Факультет теории и практики перевода.
В 2018 году программа бакалавриата расширяется и добавляются такие направления как филология и преподавание языка (узбекский язык), узбекский язык и литература, узбекский язык в иноязычных группах
В 2019 году, принимая во внимание актуальную потребность в подготовке высококвалифицированных специалистов, открывается направление издательское дело.
В 2020 году в программу обучения Факультета теории и практики перевода добавляется направление перевод с узбекского на русский языки.
В 2021 году в университете вводятся новые дисциплины в рамках бакалавриата Факультета теории и практики перевода (немецкий, французский языки), компьютерная лингвистика, сопоставительная лингвистика и литературоведение, фольклористика и диалектология.

## Научная деятельность университета
В университете созданы и успешно действуют научные советы по присуждению ученых степеней доктора (DSc) и кандидата наук (PhD) по 8 специальностям.
Только за 2022 год научный потенциал вуза вырос на 56,3 %. В течение ближайших 5 лет предполагается увеличение научного потенциала не менее чем до 75 % за счет поддержки научных исследований (принимаются конкретные практические меры).
В 2019 году были защищены 21 , в 2020 году — 20, в 2021 году — 28, в первом квартале 2022 года — 9 докторских диссертаций.
В целях объединения молодежи, занимающейся научной деятельностью, повышения качества образования путем систематического направления её на исследовательскую деятельность был создан «Общественный клуб молодых филологов».
Научные журналы, индексируемые в научных базах данных, таких как Scopus и Web of Science, опубликовали в общей сложности 6 статей профессоров университетов в 2019 году, 36 статей в 2020 году и 22 статьи в 2021 году.
В 2019 г. опубликовано 26 монографий, в 2020 г. — 50, в 2021 г. — 53.
В 2019 году научный журнал университета «Золотая грамота», в 2021 году научный журнал университета «Узбекистан: язык и культура» включены в перечень научных изданий, рекомендуемых для публикации основных научных результатов докторских диссертаций Высшей аттестационной комиссии ВАК.
Университетские журналы «Золотая письменность» и «Узбекистан: язык и культура» включены в базу данных Scientist.google. Планируется получение номера DOI в ближайшие дни для всех статей, опубликованных в этом журнале.
В научных журналах ВАК, рекомендованных к публикации основных результатов научных исследований в 2019 году опубликовано 135 статей, в 2020 году — 159 статей, за истекший период 2021 года −196 статей.
На данный период среди академического персонала университета насчитывается более 79 профессоров с высоким индексом Хирша.

## Научные Журналы
1. «Олтин Битиклар» — международный научный журнал, в котором публикуются статьи по результатам научных исследований в области источниковедения, текстологии, литературоведения и переводоведения нашего национального наследия, малоизученных аспектов тюркской литературы и культуры.
2. «Узбекистан: язык и культура» — международный академический журнал, охватывающий такие области, как языкознание, история, литература, переводоведение, искусство, этнография, философия и антропология.

## Учебно-методическая деятельность
Начиная с 2020/2021 учебного года учебный процесс в Ташкентском государственном университете узбекского языка и литературы организован на основе кредитно-модульной системы. Существующие учебные планы университета разработаны в соответствии с квалификационными требованиями образовательных направлений, введены новые дисциплины в соответствии с современными требованиями, проводится стабильный мониторинг учебных часов.
У студентов существует право выбора дисциплин из перечня необязательных предметов. Помимо этого, особое внимание уделяется процессу самостоятельного обучения студентов в зависимости от характера предмета, а учебным планом предусмотрено 55-60 % учебной нагрузки для самостоятельной обучения студентов.
Учебные планы (силлабусы) основаны на опыте высших учебных заведений, входящих в число 300 лучших в международных рейтингах. Учебные программы составлены с ориентиром на язык обучения. Существуют также учебные программы на английском языке для групп, в которых преподавание ведется на английском языке профессорами, имеющими международные и национальные сертификаты.
Доля неспециализированных учебных дисциплин сократилась с 36 % до 12 %.
Особое внимание уделяется использованию информационных и коммуникационных технологий в организации учебного процесса. В частности, начиная с 2020/2021 учебного года запущена платформа дистанционного обучения на базе динамической среды обучения, ориентированной на MOODLE-объект.

## Образование в университете
Начиная с 2021/2022 учебного года в ТашГУЯЛЛ имеется 4 факультета и 16 кафедр. В университете насчитывается 13 специальностей бакалавриата и 11 специальностей магистратуры.
Университет ведет двухэтапный образовательный процесс в соответствии с современными стандартами:
• Первый этап — подготовка бакалавров (4 года очной формы обучения);
• Второй этап — подготовка магистров по выбранной магистерской программе (2 года).

## Бакалавриат
Направления дневной формы обучения:
• 60111400 — Узбекский язык и литература
• 60111600 — Узбекский язык в иноязычных группах
• 60230100 — Филология и преподавание языков (узбекский)
• 60230200 — Теория и практика перевода (английский язык)
• 60230200 — Теория и практика перевода (русский язык)
• 60230200 — Теория и практика перевода (немецкий язык)
• 60230200 — Теория и практика перевода (французский язык)
• 5120900 — Теория и практика узбекско-английского перевода
• 60230300 — Источниковедение и текстология (узбекский)
• 60230900 — Фольклористика и диалектология
• 60230800 — Компьютерная лингвистика
• 60230700 — Прикладная лингвистика
• 60230600 — Издательское дело
Направления вечернего образования:
• 60111400 — Узбекский язык и литература
Направления заочного обучения:
• 60111400 — Узбекский язык и литература
Направления заочного обучения (вторая специальность):
• 60111400 — Узбекский язык и литература
• 60230100 — Филология и преподавание языков (узбекский)

## Магистратура
Направления очной магистратуры:
• 70111401 — Узбекский язык и литература
• 70230101 — Лингвистика (узбекский)
• 70230103 — Фольклористика и диалектология
• 70230201 — Сопоставительная лингвистика и литературоведение,
переводоведение (английский язык)
• 70230202 — Синхронный перевод (английский)
• 70230203 — Художественный перевод (английский язык)
• 70230204 — Научно-технический перевод (английский язык)
• 70230301 — Текстоведение и литературоведение
• 70230502 — Литературоведение (узбекская литература)
• 70230502 — Литературоведение (высший литературный курс)
• 70230801 — Компьютерная лингвистика

## Факультеты и кафедры
I. Факультет узбекской филологии
Направления бакалавриата:
1. Филология и преподавание языков (узбекский)
2. Фольклористика и диалектология
Кафедры:
1. История узбекской литературы и фольклора
2. Теория литературы и современный литературный процесс
3. Узбекское языкознание
4. Теория языка
5. Мировая литература и универсальное литературоведение
II. Факультет узбекского языка и литературы
Направления бакалавриата:
1. Узбекский язык и литература
2. Узбекский язык и литература (вечерняя форма обучения)
Кафедры:
1. Методика обучения узбекской литературы
2. Лингводидактика
3. Общественно-гуманитарные науки
III. Факультет теории и практики перевода
Направления бакалавриата:
1. Теория и практика перевода (английский)
2. Теория и практика перевода (русский)
3. Теория и практика перевода (немецкий)
4. Теория и практика перевода (французский)
Кафедры:
1. Межкультурная коммуникация и туризм
2. Теория и практика перевода
3. Иностранные языки
4. Английский язык
IV. Факультет прикладной филологии
Направления бакалавриата:
1. Узбекский язык в иноязычных группах
2. Издательское дело
3. Компьютерная лингвистика
4. Прикладная лингвистика
5. Источниковедение и текстология (узбекский)
Кафедры:
1. Прикладная филология
2. Компьютерная лингвистика и цифровые технологии
3. Источниковедение и текстология
4. Узбекский язык и литература (ответственная за заочное и вечернее обучение)
V. Заочное отделение
Направления бакалавриата:
1. Узбекский язык и литература (заочная форма обучения)
2. Узбекский язык и литература (вторая специальность — заочное обучение)
3. Филология и преподавание языков (узбекский) (заочное обучение, вторая специальность)

## Правила приема в ВУЗ
В соответствии с Приложением 1 к Постановлению Государственной комиссии Республики Узбекистан по приему в образовательные учреждения № 13 от 22 апреля 2022 года утверждены набор предметов, критерии оценивания и количество тестовых заданий. Обязательными для всех абитуриентов являются следующие предметы:
1. Родной язык (узбекский, русский, каракалпакский и другие языки).
2. Математика.
3. История Узбекистана.
Общее количество вопросов- 30- по 10 вопросов по каждому обязательному предмету. Каждый правильный ответ оценивается в 1,1 балла. Это означает, что в общей сложности максимальное количество баллов-33 по всем обязательным предметам вместе взятых.
При поступлении в бакалавриат общее количество тестовых вопросов- 30 по 2 предметам, связанным с программой бакалавриата. Каждый правильный ответ в блоке № 1 оценивается в 3,1 балла, каждый правильный ответ в блоке № 2 оценивается в 2,1 балла. Наивысший балл по двум предметам — 156. Наивысший возможный суммарный балл — 189 баллов.
Для поступления в бакалавриат Ташкентского государственного университета узбекского языка и литературы имени Алишера Навои сдаются экзамены по следующим 2 предметам:
1. Филология и преподавание языков: узбекский язык — Узбекский язык и литература/Иностранный язык.
2. Преподавание узбекского языка и литературы — Узбекский язык и литература/Иностранный язык.
3. Теория и практика перевода (английский язык) — Английский язык/Родной язык и литература.
4. Теория и практика перевода (немецкий) — Немецкий / Родной язык и литература.
5. Теория и практика перевода (французский) — Французский язык/Родной язык и литература.
6. Теория и практика перевода (русский) — Русский язык/Родной язык и литература.
7. Прикладная лингвистика — Узбекский язык и литература/Иностранный язык.
8. Издательское дело — Родной язык и литература/Иностранный язык.
9. Узбекский язык в иноязычных группах — Узбекский язык и литература / Русский язык.
10. Компьютерная лингвистика — Узбекский язык и литература/Математика.
11. Фольклористика и диалектология — Узбекский язык и литература / Иностранный язык.
12. Источниковедение и текстология (узбекский язык)- Узбекский язык и литература / Иностранный язык.
Примечание: Названия дисциплин, соответствующих направлениям обучения, приводятся в следующем порядке 1-й предмет (3,1 балла), 2-й предмет (2,1 балла).

## Информационно-ресурсный центр
Информационно-ресурсный центр Ташкентского государственного университета узбекского языка и литературы имени Алишера Навои насчитывает около 30 000 наименований художественной, научной, научно-популярной, общественно-политической литературы, более 300 000 электронных ресурсов и около 5 000 электронных книг.
• Политическая литература — 2124 экз.;
• Научная литература — 3239 экз.;
• Художественная литература — 8060 экз.;
• Учебники для курсов — 13 374 экз;
• Учебники — 3736 экз.
Количество изданий в электронном документальном фонде библиотеки составляет 302 000 экземпляров. Они включают:
• Учебная литература — 13 374 экз;
• Учебники — 5128 экз;
• Научная литература — 3518 экз.;
• Литература на иностранных языках — 1024 экз.
Кроме того, в Информационно-ресурсном центре представлены книги от преподавателей ВУЗов, известных языковедов, литературоведов нашей республики, а также ученых и студентов ВУЗов, с которыми налажено Международное сотрудничество.
Тот факт, что факсимильные копии рукописей Алишера Навои ввозятся из России, Великобритании, Турции, Азербайджана и Арабской Республики Египет, свидетельствует о растущем количестве редких ресурсов в Информационно-ресурсном центре, которые являются ценным материалом для новых исследований.
Информационно-ресурсный центр имеет читальный зал на 40 человек, 60 современных компьютеров, подключенных к сети Интернет, Зал дистанционного обучения на 100 студентов. Информационно-ресурсный центр оборудован в соответствии с международными библиотечными правилами.
Деятельность ARM: Понедельник — Суббота. 9:00 — 22:00.

## Международные связи
Ташкентский государственный университет узбекского языка и литературы имени Алишера Навои имеет меморандумы и соглашения более чем с 50 международными научными учреждениями и учебными заведениями. В частности, налажено активное сотрудничество с такими университетами, как Билькент, Анкара Йылдырым Боязид, Коджатепа, Мешхед, Баку, Гази. В настоящее время в университете обучается 205 иностранных студентов (2022), в том числе 4 докторанта, 19 магистров и 182 бакалавра. Трое из них из Китайской Народной Республики, 155 из Афганистана, 34 из Казахстана, двое из США, семеро из Турции и по одному из Пакистана, Южной Кореи, Италии и Польши.
В настоящее время в университете работают 76 иностранных профессоров, 5 из которых офлайн. Среди них представители США, Турции, Российской Федерации, Кыргызстана, Казахстана, Таджикистана, Великобритании, Украины, Непала, Польши и Сербии. В настоящее время университет активно участвует в 4 международных проектах ERASMUS+.
Они были созданы в сотрудничестве с такими странами, как Польша, Венеция, Мальта и Италия. Следует отметить, что, хотя Ташкентский государственный университет узбекского языка и литературы имени Алишера Навои не был создан в течение многих лет, университет имеет рейтинг THE (Times Higher Education) международного рейтингового агентства The Импакт-рейтинг занял 1001+ место. Он входит в число 300+ лучших университетов мира с точки зрения гендерного равенства и качественного образования.
Членство в ассоциациях.
1. Международная ассоциация изучения Центральной Азии (Южная Корея)
2. Ассоциация университетов Центральной Азии (Кыргызстан, Турция)
3. Ассоциация кавказских университетов (Турция)
4. Узбекско-американское общество (США)
Проекты ЭРАСМУС
На сегодняшний день более 20 преподавателей и около 100 студентов приняли участие в проектах ERASMUS, таких как программа CLASS+, Мир против наркотиков, Предотвращение гендерного неравенства и развитие перспектив, которые прошли стажировку в Норвегии, Италии, Румынии, Мальте, Канаде, Греции, Колумбии и других странах.